# Пакаве
Пакаве (пол. Pakawie) — село в Польщі, у гміні Вронки Шамотульського повіту Великопольського воєводства.
Населення — 137 осіб (2011).
У 1975-1998 роках село належало до Пільського воєводства.

## Демографія
Демографічна структура станом на 31 березня 2011 року:
|          | Загалом | Допрацездатний вік | Працездатний вік | Постпрацездатний вік |
| -------- | ------- | ------------------ | ---------------- | -------------------- |
| Чоловіки | 69      | 22                 | 43               | 4                    |
| Жінки    | 68      | 16                 | 39               | 13                   |
| Разом    | 137     | 38                 | 82               | 17                   |